# NDR Kultur Sachbuchpreis
Der NDR Kultur Sachbuchpreis wird seit 2009 für das beste in deutscher Sprache erschienene Sachbuch jährlich verliehen. Prämiert werden, so der Stifter, „herausragende Autorenleistungen, mit denen gesellschaftlich und wissenschaftlich relevante Themen für ein allgemeines Publikum verständlich gemacht werden.“ Seit 2021 ist der Preis umbenannt in NDR Sachbuchpreis.

## Stifter und Dotierung
Stifter des Preises ist NDR Kultur; die Preisvergabe fand zunächst in Zusammenarbeit mit dem Literaturfestival Göttinger Literaturherbst statt.
In den ersten beiden Jahren war der Preis mit insgesamt 14.000 Euro dotiert. Der Preisträger erhielt 10.000 Euro, die beiden anderen Finalisten der Verleihungsveranstaltung je 2.000 Euro. Seit 2011 ist der Preis mit 15.000 Euro für den Preisträger dotiert.
Zusätzlich wurde von der Volkswagenstiftung von 2011 bis 2020 der Förderpreis Opus Primum für die beste wissenschaftliche Nachwuchspublikation des Jahres vergeben; er war mit 10.000 Euro dotiert.

## Preisträger
2009
Preisträger 2009 war Jürgen Osterhammel mit seinem Buch Die Verwandlung der Welt. Eine Geschichte des 19. Jahrhunderts (Verlag C.H.Beck, München). Als die beiden anderen Finalisten wurden Philipp Blom (Der taumelnde Kontinent. Europa 1900–1914, Hanser Verlag München) und Dieter Richter (Der Süden. Geschichte einer Himmelsrichtung, Verlag Klaus Wagenbach, Berlin) ausgezeichnet. Eingereicht worden waren insgesamt 361 Titel von 150 Verlagen aus Deutschland, Österreich und der Schweiz.
2010
Erste Preisträger 2010 wurden Roland S. Kamzelak und Ulrich Ott für die Herausgabe von Harry Graf Kesslers Tagebücher,  (Verlag Klett-Cotta). Die beiden zweiten Plätze gingen an John Darwin mit seinem Buch Der imperiale Traum. Die Globalgeschichte großer Reiche (Campus Verlag) und Peter-André Alt mit Ästhetik des Bösen (Verlag C.H.Beck). Eingereicht worden waren 804 Wettbewerbsbeiträge. Die Preisverleihung fand am 17. Oktober 2010 in Göttingen statt.
2011
Preisträgerin des Sachbuchpreises wurde 2011 Bettina Stangneth für ihr Buch Eichmann vor Jerusalem. Den Opus Primum der Volkswagenstiftung erhielt Robert Lorenz für seine Dissertation Protest der Physiker. Die Preisverleihung fand am 23. Oktober 2011 in Göttingen statt.
2012
Der Preis im Jahr 2012 wurde an David Van Reybrouck für sein Buch Kongo: Eine Geschichte aus dem Suhrkamp Verlag, Berlin, verliehen. Der Opus Primum wird an Dirk Laabs und sein Buch Der deutsche Goldrausch. Die wahre Geschichte der Treuhand aus dem Pantheon Verlag verliehen. Die Preisverleihung fand am 20. November 2012 statt.
2013
Der Preis im Jahr 2013 wurde an Ronald Reng für sein Buch "Spieltage – Die andere Geschichte der Bundesliga" – Piper Verlag – verliehen. Die Preisverleihung fand am 7. November 2013 statt.
2014
Im Jahr 2014 erhielt Jörn Leonhard den Preis für seine Geschichte des Ersten Weltkriegs Die Büchse der Pandora.
2015
2015 wurde der Journalist Christoph Reuter für sein Werk Die schwarze Macht – Der 'Islamische Staat' und die Strategen des Terrors ausgezeichnet. Mit dem Opus Primum wurde Susanne Muhle für Auftrag: Menschenraub. Entführungen von Westberlinern und Bundesbürgern durch das Ministerium für Staatssicherheit der DDR ausgezeichnet. Die Verleihung fand am 25. November 2015 im Schloss Herrenhausen statt.
2016
Ausgezeichnet wurde Als unser Deutsch erfunden wurde. Reise in die Lutherzeit von Bruno Preisendörfer. Die Verleihung fand am 23. November 2016 im Schloss Herrenhausen statt.
2017
Den Preis erhielt die zeitgeschichtliche Darstellung Albert Speer. Eine deutsche Karriere von Magnus Brechtken. Die Verleihung fand am 22. November 2017 im Schloss Herrenhausen statt.
2018
Den Preis erhielt die Studie Wie Demokratien sterben. Und was wir dagegen tun können von Steven Levitsky und Daniel Ziblatt. Die Verleihung fand am 21. November 2018 im Schloss Herrenhausen statt.
2019
Den Preis erhielt Im Unterland. Eine Entdeckungsreise in die Welt unter der Erde des britischen Autors Robert Macfarlane. Die Verleihung fand am 20. November 2019 im Schloss Herrenhausen statt.
2020
Der Preis wurde erstmals geteilt und für zwei Werke vergeben: ausgezeichnet wurden gleichermaßen die Titel Unsichtbare Frauen: Wie eine von Daten beherrschte Welt die Hälfte der Bevölkerung ignoriert von Caroline Criado-Perez (übersetzt von Stephanie Singh) und Flucht. Eine Menschheitsgeschichte von Andreas Kossert. Die Dotierung von 15.000 Euro wurde jedem Werk zuerkannt.
2021
Ausgezeichnet wurde Wir konnten auch anders. Eine kurze Geschichte der Nachhaltigkeit von Annette Kehnel. Die Verleihung erfolgte am 7. November 2021 im Rahmen des Göttinger Literaturherbstes.
2022
Preisträgerinnen des Jahres 2022 waren die Journalistinnen Annika Joeres und Susanne Götze mit Klima außer Kontrolle, das sich mit der Anpassung an die Folgen der globalen Erwärmung in Deutschland befasst. Hervorgehoben wurde, dass das Buch auch präzise Ansatzpunkte aufzeige, selbst tätig zu werden.
2023
Der Preis ging an Teresa Bücker für ihr Buch Alle_Zeit – Eine Frage von Macht und Freiheit. Die Jury bezeichnete in ihrer Begründung das Buch als „wissenschaftlich fundiertes Plädoyer für eine völlig neue Zeitkultur und mehr Zeitgerechtigkeit“, das das Alltagsthema der fehlenden Zeit in einen gesellschaftspolitischen Kontext stelle.
2024
Ausgezeichnet wurde die Wissenschaftsjournalistin und Biologin Kerstin Hoppenhaus für ihr Buch "Die Salze der Erde: Was drei chemische Elemente mit Kolonialismus, Klima und Welternährung zu tun haben". Hoppenhaus stelle Zusammenhänge her, von der kleinsten Zelle bis in die Weiten des Alls, hieß es in der Begründung der Jury.